# Mala Plana (Prokuplje)
Pour les articles homonymes, voir Mala Plana.
Mala Plana (en serbe cyrillique : Мала Плана) est un village de Serbie situé dans la municipalité de Prokuplje, district de Toplica. Au recensement de 2011, il comptait 553 habitants.

## Démographie

### Évolution historique de la population
| 1948 | 1953 | 1961 | 1971 | 1981 | 1991 | 2002 | 2011 |
| ---- | ---- | ---- | ---- | ---- | ---- | ---- | ---- |
| 861  | 851  | 914  | 830  | 912  | 875  | 608  | 553  |

|  |